# Vilho Lampi
Vilho Lampi (finès: Vilho Henrik Lampi)  (Oulu, 19 de juliol de 1898 - Rautasilta, 17 de març de 1936) va ser un pintor finlandès conegut sobretot pels seus autoretrats i pintures de Liminka i la gent que hi va viure.

## Història
Lampi va néixer a Oulu però va viure a Liminka la major part de la seva vida. Va estudiar a l'Acadèmia Finlandesa de Belles arts de 1921 a 1925 i després d'acabar els seus estudis va tornar a Liminka, on va viure i va pintar les seves obres més famoses.

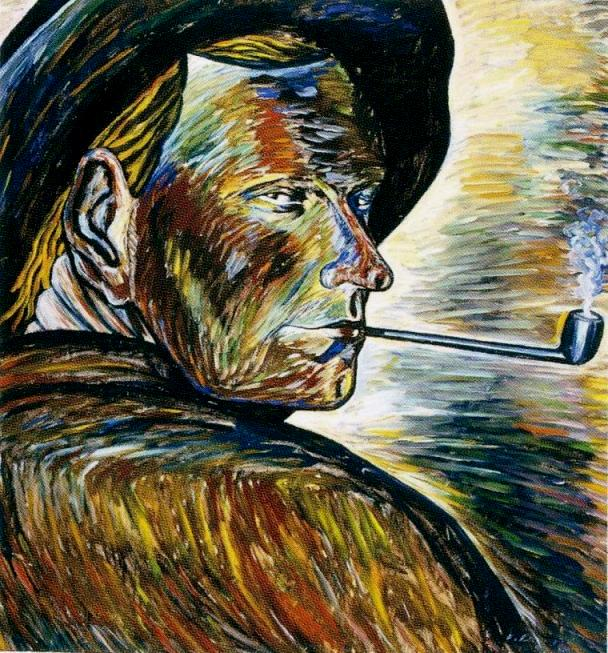
Autoretrat, 1929

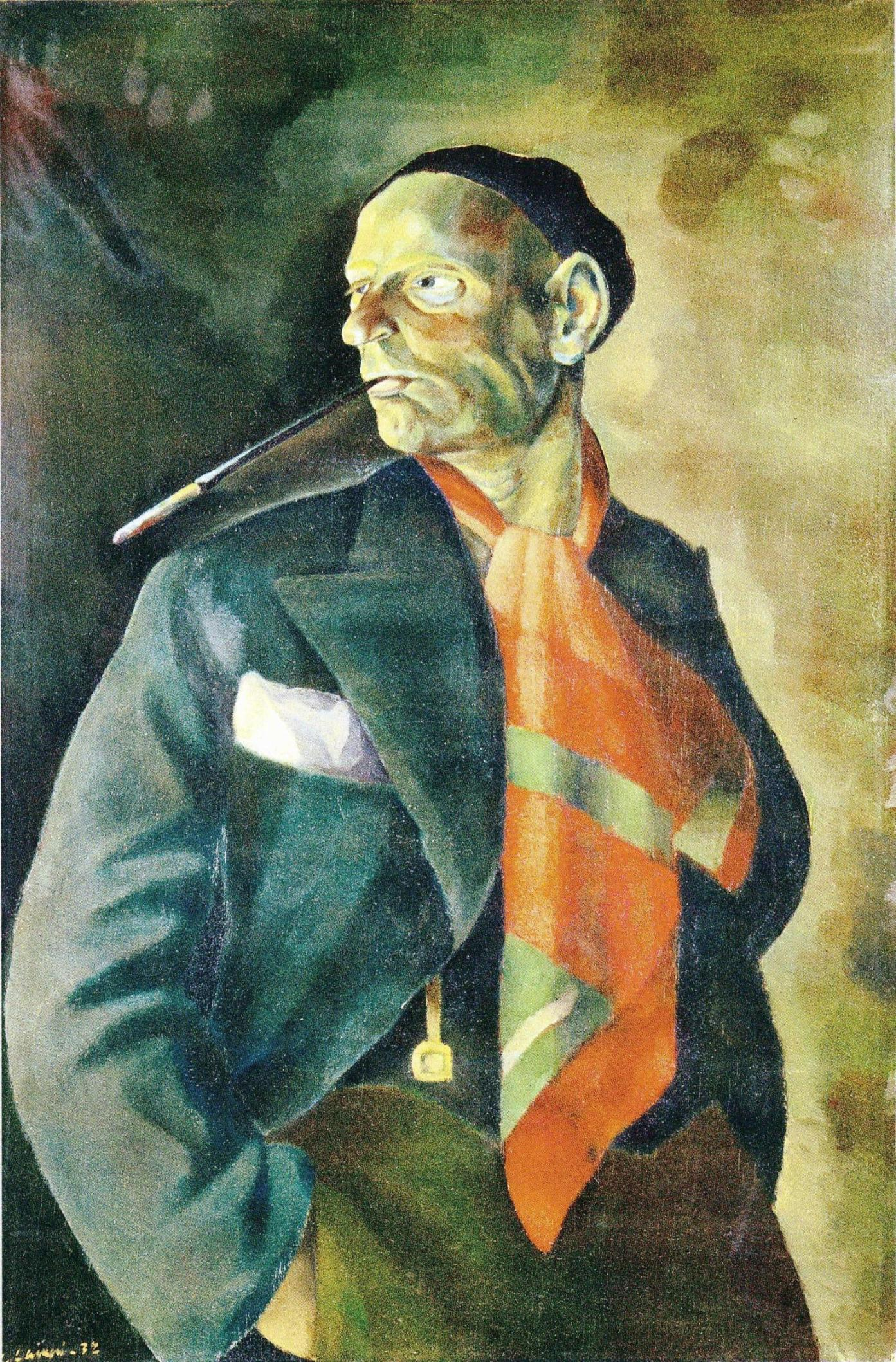
Autoretrat, 1932

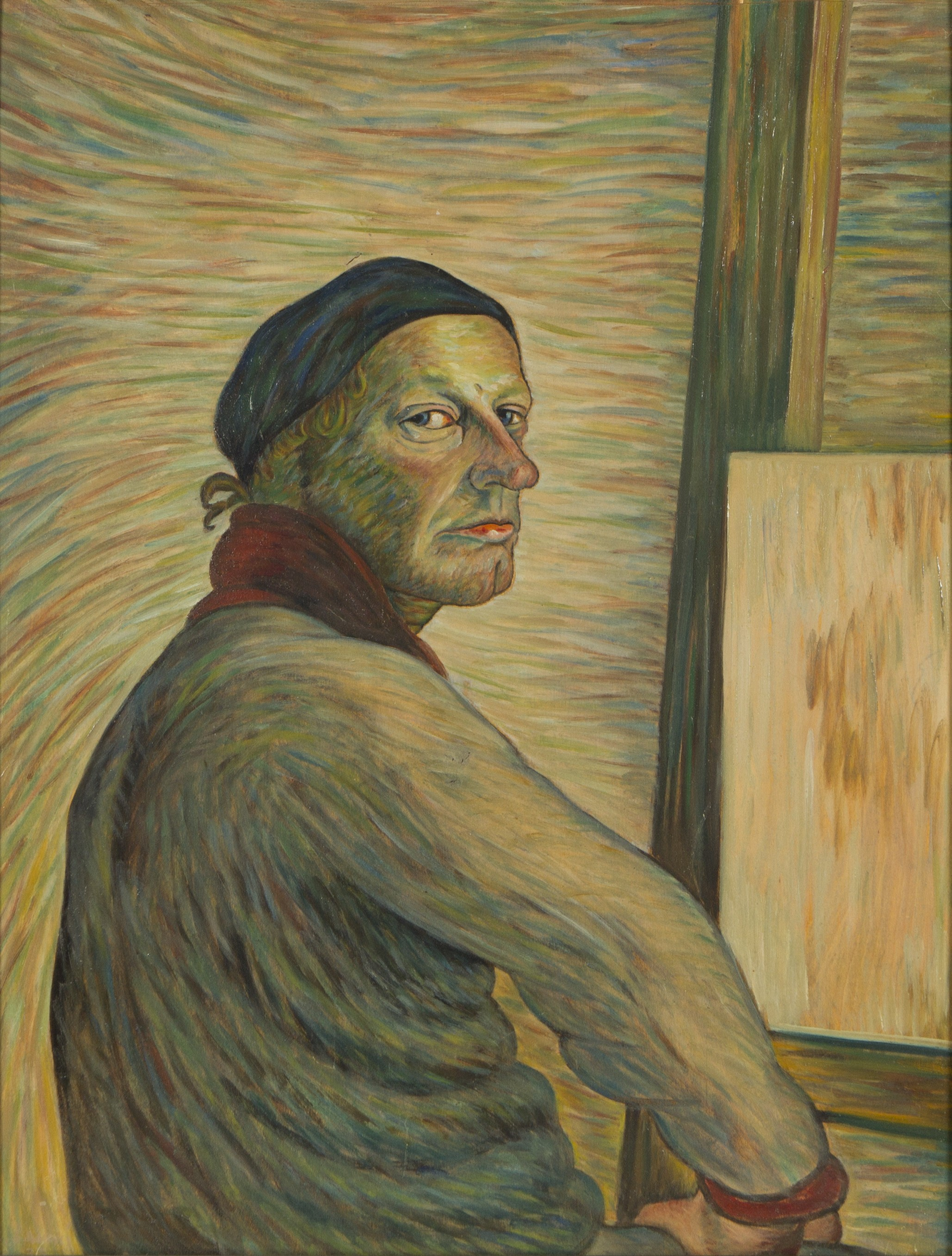
Autoretrat, 1933

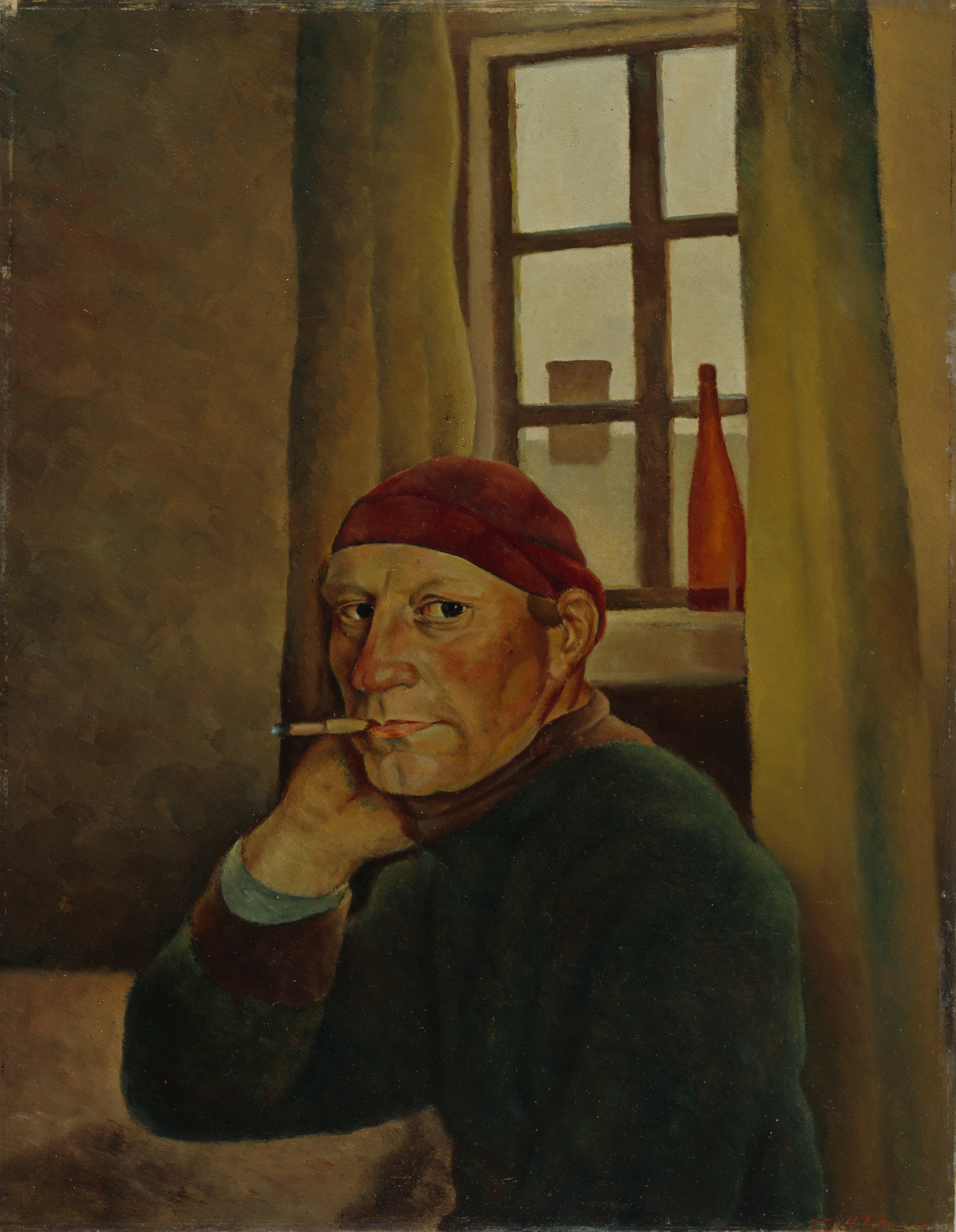
Autoretrat, 1933

Lampi es va suïcidar el 17 de març de 1936 en saltar d'un pont a Oulujoki mentre visitava Oulu.

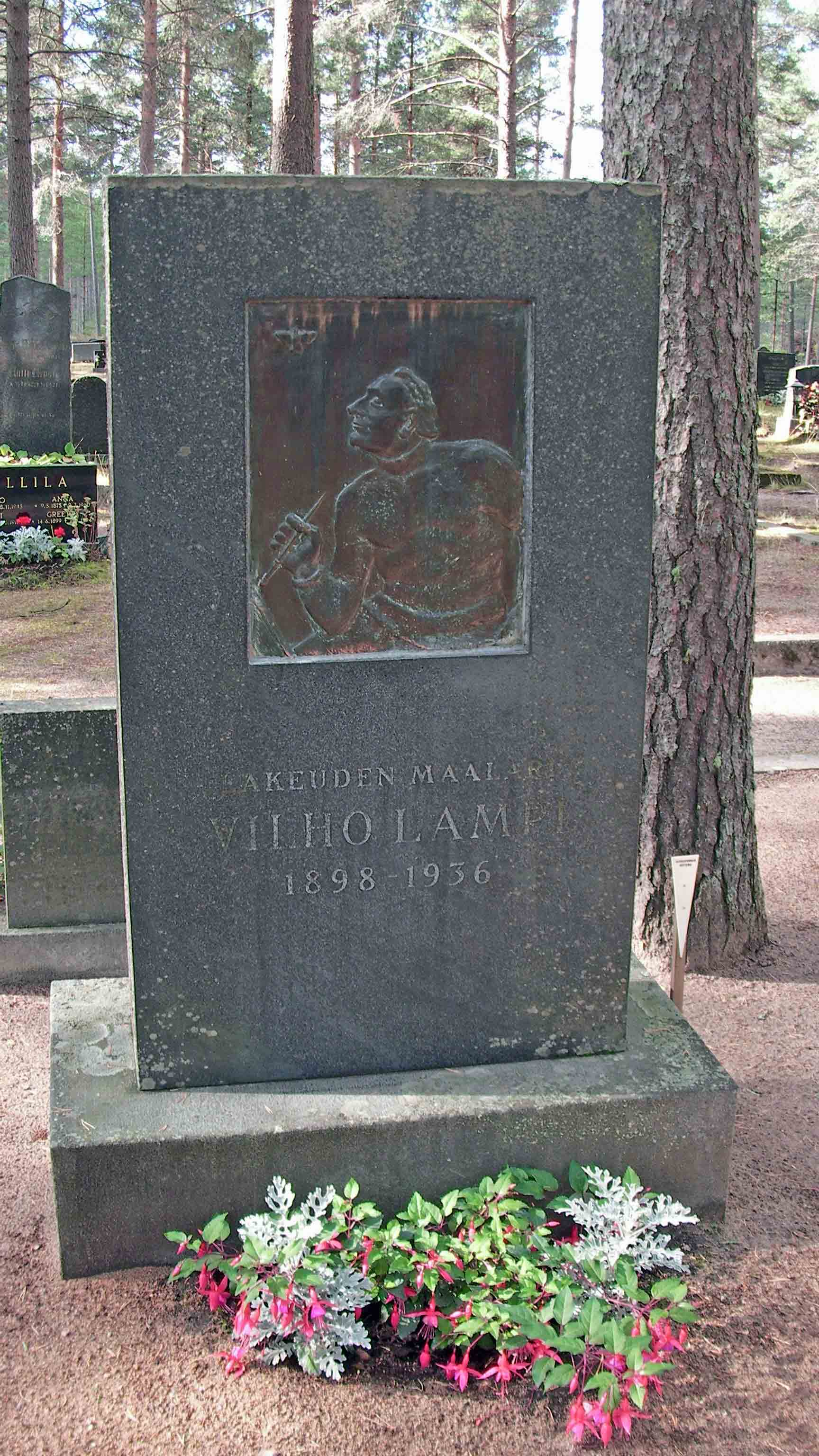
Tomba a Liminka

## Pel·lícules
- Eeli Aalto: Vilho Lampi, Lakeuden maalari, 1966.
- Hannu Heikinheimo: Jumala on kauneus, 1985.

## Galeria
- Chair, 1928
- Rural View, 1929
- Granary, 1929
- Ponderer, 1929
- Horse-Copers, 1930
- Emperor of the Parish, 1930
- Moonshiners, 1930, with the artist himself in the middle
- Decapitator, 1930
- Liminganjoki River, 1934